# Chapuisia nigriventris
Chapuisia nigriventris es un coleóptero de la familia Chrysomelidae. Fue descrita científicamente en 1920 por Laboissiere.